# Urbanistyka Gryfic

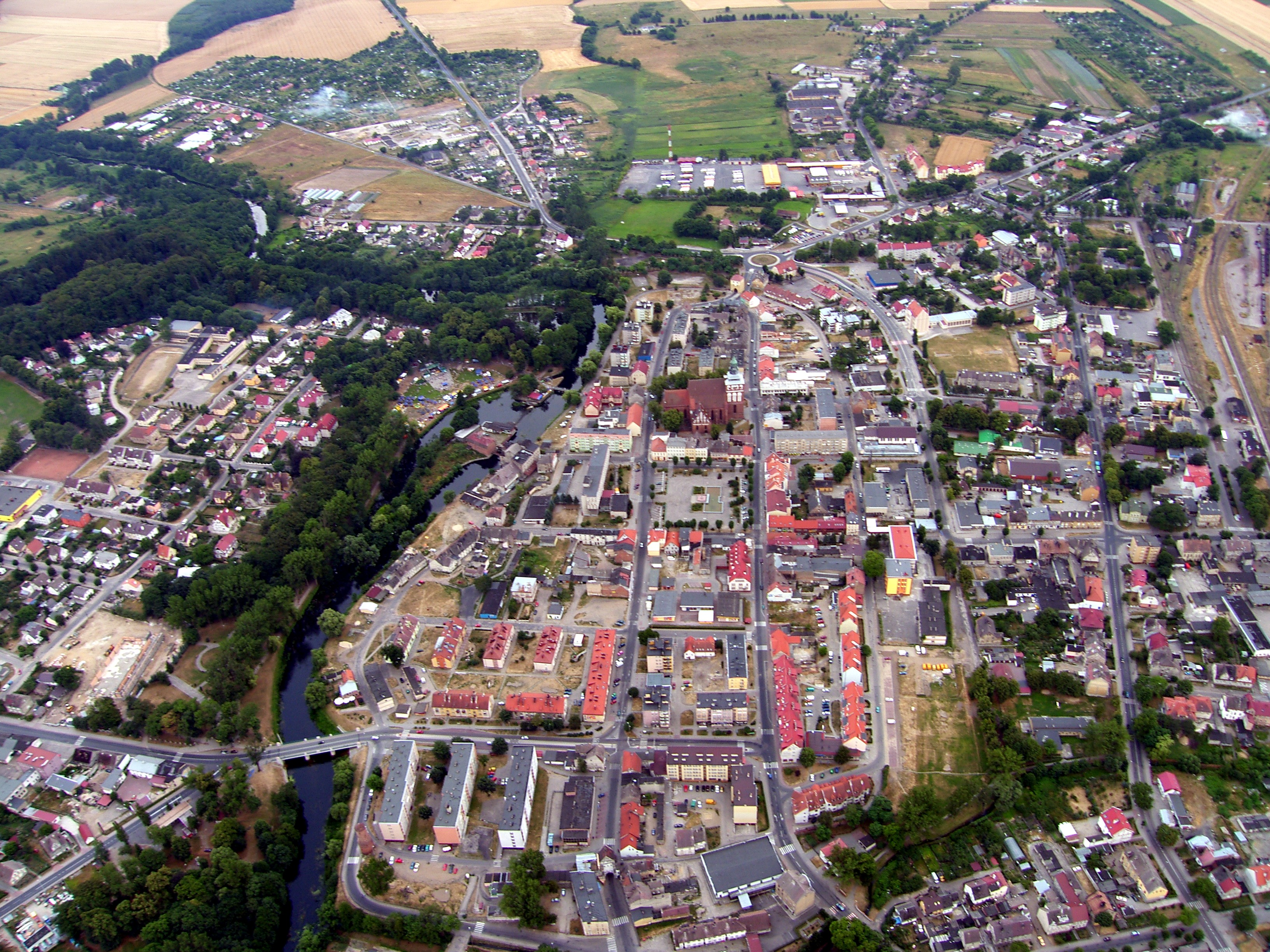
Urbanistyka Starego Miasta (Gryfice)

Urbanistyka Gryfic – koncepcja planistyczna dotycząca powstania i rozwoju miasta Gryfice.

## Badania archeologiczne
Na terenie Starego Miasta, w latach 60. XX w. przeprowadzone zostały doraźne badania powierzchniowe, a od ok. 20 lat specjalistyczne badania archeologiczne. Wykonywane były w czasie robót budowlanych, w trakcie których zmodernizowano infrastrukturę. W kilku partiach Starego Miasta odkopano źródła materialne, z okresu późnego średniowiecza. Tuż przy ul. Wałowej, w południowej jej części (S) odkopano relikty muru miejskiego oraz zarejestrowano poziom osadowy fosy. Fragmenty fortyfikacji miejskich odkopano również przy ul. Klasztornej.
Dalsze odkrycia zarejestrowały warstwy kulturowe przy ul. Niepodległości (XIV-XV w.) natomiast przy ul. ks. S. Ruta – sondaże i wykopy liniowe odsłoniły fragmenty drewnianego moszczenia, które były wykonane z dranic i belek. Według archeologów stanowiły one część ulicy oraz fragmenty zabudowy mieszkalno-gospodarczej (XIII-XIV w.)

## Plan katastralny miasta

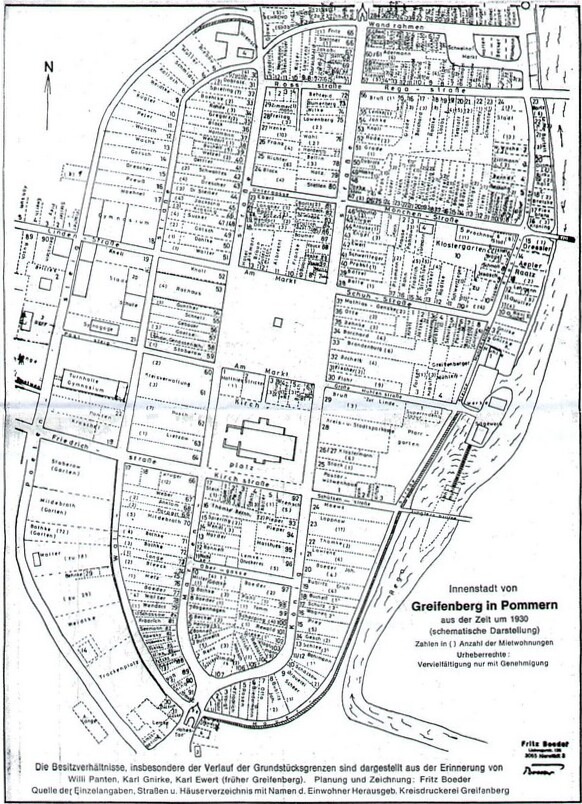
Plan Starego Miasta (Gryfice) z 1930 r.

Współczesny plan miasta

Współczesny plan katastralny Gryfic wyraźnie ujmuje akcenty staromiejskiej zabudowy. Wchłonięte zostały one przez nowożytne elementy zabudowy od południa, zachodu i północy miasta. Stare miasto o wrzecionowatym kształcie obejmuje obszar obecnego śródmieścia – zajmuje przestrzeń o obwodzie 650 m i od 200–350 m rozpiętości, z regularną siatką ulic podłużnych, tj. Wojska Polskiego i Niepodległości oraz poprzecznych – Podgórnej, Kościelnej, Strzeleckiej, Młyńskiej, Szewskiej, Brackiej i Nadrzecznej, przecinających się pod kątem prostym. Granicę Starego Miasta natomiast wyznaczają ulice: Wałowa, Murarska, Klasztorna, Nabrzeżna i Leśna.
Centralną część tego układu wyznaczał do sierpnia 2010 r. – prostokątny rynek (84 x 80 m) z kościołem farnym (kościół WNMP) i przedzielonym wąskim pasem zabudowy. Po przebudowie – w kształt dawnego rynku została wtopiona niecka typu ablacyjnego. Staromiejski układ urbanistyczny jest charakterystyczny dla typu rzędowego, spotykanego w pomorskich miastach portowych.

## Zmiany urbanistyczne
Plan powstały podczas lokacji miasta w 1262 r. na prawie lubeckim uległ zmianie, o czym świadczy obecność centralnego placu, który przez wiele stuleci spełniał funkcję miejsca targowego. W lubeckim układzie urbanistycznym rolę tę piastowała główna ulica (cecha charakterystyczna dla prawa lubeckiego), podobnie jak to ma miejsce w układzie urbanistycznym Gdańska (Długi Targ). Po zmianach, które najprawdopodobniej powstały na skutek budowy kościoła farnego, usytuowania głównego rynku i późniejszej budowy miejskiego ratusza – układ ten przetrwał do XVII w. Maria Miśkiewicz na łamach swojej publikacji Europa wczesnego średniowiecza. V-XIII wiek wskazywała, że w XIII w., w miastach przebudowywano założenia urbanistyczne na skutek pojawienia się rynków wewnątrz (łac.) civitas.
Jeszcze do XIX w. miasto usytuowane na obszarze Starego Miasta było obwarowane murami obronnymi, które zostały wzmocnione dodatkowo wałem ziemnym (XVII w.), poza odcinkiem od strony południowo-zachodniej. Dalsze umocnienia nastąpiły w 1807 r. Od połowy XIX w. rozpoczęto ich powolną rozbiórkę na skutek ich nieprzydatności i rozbudowy urbanistycznej miasta.
Powolna rozbudowa ośrodka nastąpiła już w II poł. XVII w. o przedmieście kamieńskie i trzygłowskie (na południe i południowy wschód od miasta), także o tzw. Nowe Miasto w I poł. XIX w. (dziś Osiedle XXX-lecia na prawobrzeżu rzeki Regi – strona wschodnia) oraz dalsze w stronę zachodnią i północną, szczególnie po 1945 r. Ostatecznie rozbudowa w 2008 r. osiągnęła obszar 1240 ha przy rozciągłości zabudowań miejskich w kierunku południkowym – ok. 2,6 km i równoleżnikowym – ok. 2,7km.
Regularną zabudowę Greifenberga (dziś Gryfice), która objęła stopniowo wszystkie strony Starego Miasta, można datować na pierwszą dekadę XX w. Do tego celu wykorzystano dawne trakty, które zmieniono w ulice. We współczesnej zabudowie nieregularny układ urbanistyczny miasta obserwujemy szczególnie na jego obrzeżach. Dominuje tu budownictwo mieszkalne wielorodzinne (typ blokowisk osiedlowych) i jednorodzinne.

### Projekt H. Jansena
Na uwagę zasługuje niezrealizowana do końca koncepcja przebudowy miasta, według planu prof. dr Hermanna Jansena, znanego europejskiego architekta, który dla miasta Greifenberg (dziś Gryfice) stworzył nowy projekt zabudowy (19-22 marca 1928 r.) W koncepcji H. Jansena założony został harmonijny układ miasta w kierunku wschodnim, południowym i zachodnim. Projekt zakładał rozbudowę dotychczasowych i budowę nowych osiedli mieszkaniowych, z uwzględnieniem dodatkowych obszarów zielonych, których H. Jansen był zwolennikiem.
Północna część miasta miała być przeznaczona na tzw. część przemysłową, w której już funkcjonowała m.in. miejscowa cukrownia. Stare Miasto miało być otoczone pasem zieleni, na wschodzie obejmując park miejski, cmentarz, promenadę, na zachodzie natomiast pas ogrodów rozbudowany o już istniejący tzw. "ogród różany" (niem.) Rosengarten). Projekt rozbudowy i przebudowy miasta zakładał również zmianę dotychczasowych ciągów komunikacyjnych, budowę obwodnicy i nowej przeprawy mostowej. Do dziś w Muzeum Architektury Politechniki w Berlinie (niem. Architekturmuseum der Technischen Universität) zachowało się 8 projektów tegoż autora, które tyczyły miasta Greifenberg in Pommern (dziś Gryfice).

## Gryfice dziś
W Gryficach obecnie jest 114 ulic, 3 ronda (koło bramy Wysokiej im. księcia Warcisława III, u zbiegu ulic Kościuszki i ks. St. Ruta oraz Mickiewicza i 3–Maja) i 1 plac – Zwycięstwa. Miasto podzielone jest na cztery osiedla, wśród których dominują dwa – os. Słoneczne (osiedle nr 1) i os. XXX-lecia (osiedle nr 3).

## Źródła
- Boeder F, Innenstadt von Greifenberg in Pommern aus der Zeit um 1930 – (schematische Darstellung), Greifenberg/Pommern 1930.
- Erchardt R., Kubalica P., Plan miasta Gryfice, Wydział Promocji Urzędu Miasta w Gryficach, Gryfice 2007.

## Źródła online
- Biuletyn Informacji Publicznej. Urząd Miejski w Gryficach, Wykaz osiedli miasta Gryfice (pol.) [dostęp 2011-04-10].
- Główny Urząd Statystyczny, Gryfice (miasto), ulice w: Krajowy Rejestr Urzędowego Podziału Terytorialnego Kraju (pol.) [dostęp 2011-04-10].

## Opracowania
- Dworaczyk M., Gryfice - stare czy nowe miasto nad Regą? Głos archeologa w dyskusji [w]: Majewska A. (pod red.), Pomorze wczoraj - dziś – jutro, Stargard - Pruszcz Gdański 2010.
- Miśkiewicz M., Europa wczesnego średniowiecza. V-XIII wiek, Warszawa 2008.
- Niemierowski W., Zabytkowa zabudowa Gryfic [w]: Golczewski K. (pod red.), Szczecin, czasopismo regionu zachodniopomorskiego, nr 9/10, Szczecin 1962.
- Rzeszowski S., Z dziejów Gryfic [w]: Białecki T. (pod red.), Ziemia Gryficka 1969, Gryfickie Towarzystwo Kulturalne w Gryficach, Gryfice 1971.
- Szczygieł K., Raport o stanie zabytków w Gryficach [w]: Kozłowski K. (pod red.), Ziemia Gryficka 1945-1985, Gryfickie Towarzystwo Kultury w Gryficach, Gryfice 1987.

## Opracowania online
- rega24.pl, Gryfice: Ruszyła przebudowa Placu Zwycięstwa (pol.) [dostęp 2011-04-10].

## Opracowania prasowe
- Jarząb W., Obwodnica Jansena, "Gryfickie Echa", z dn. 25 września 2008 r., Gryfice 2008.
- Jarząb W., Ryż na brodzie, "Gryfickie Echa", z dn. 17 kwietnia 2008 r., Gryfice 2008.